# Aubord
Aubord is een gemeente in het Franse departement Gard (regio Occitanie). De plaats maakt deel uit van het arrondissement Nîmes. Aubord telde op 1 januari 2022 2.296 inwoners.

## Geografie
De oppervlakte van Aubord bedroeg op 1 januari 2022 9,42 vierkante kilometer; de bevolkingsdichtheid was toen 243,7 inwoners per km².

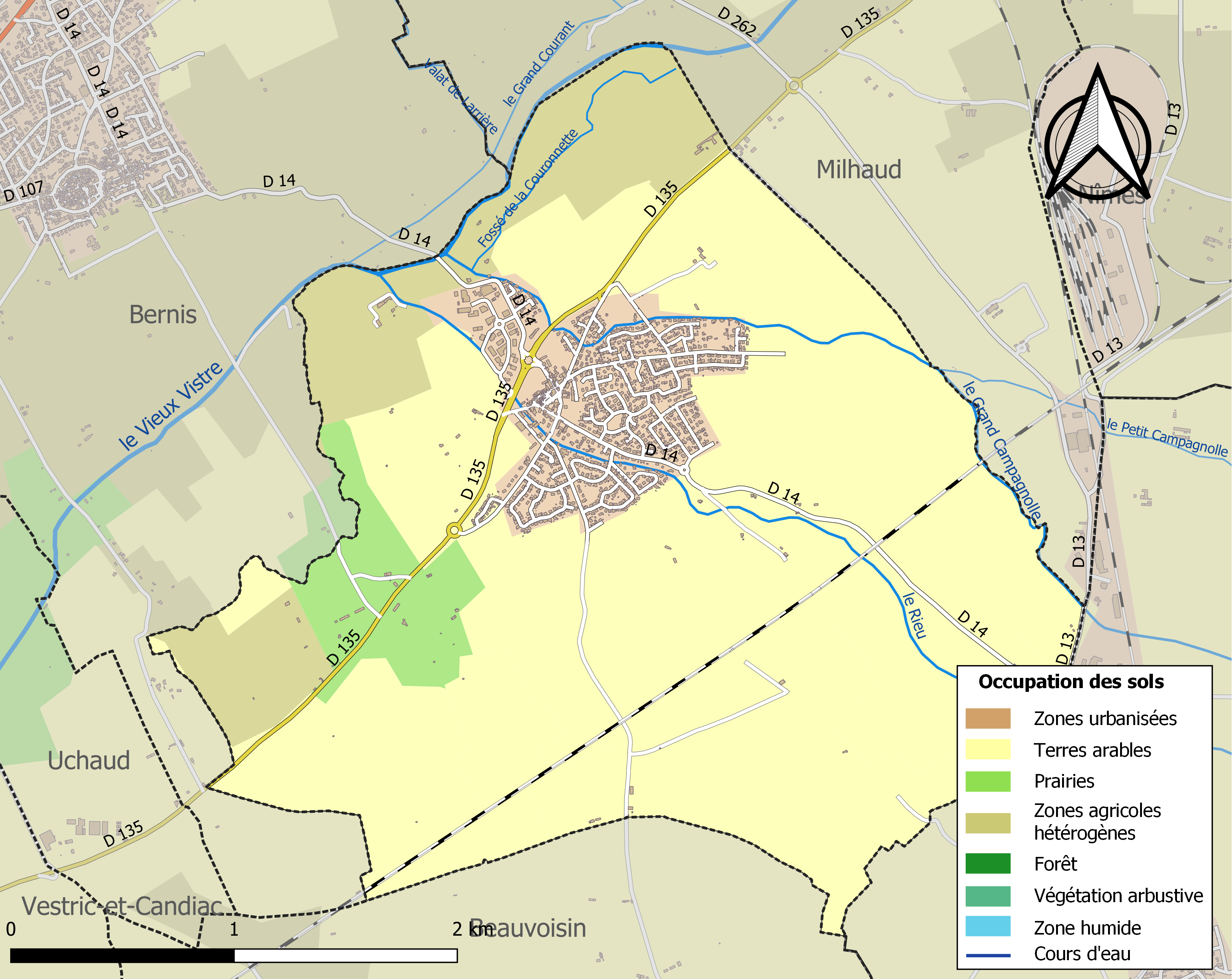
Kaart van de gemeente met belangrijkste infrastructuur, bodemgebruik en omliggende gemeenten

## Demografie
Onderstaande figuur toont het verloop van het inwonertal (bron: INSEE-tellingen).